# Caja de Compensación Familiar
Las cajas de compensación familiar son personas jurídicas de derecho privado sin ánimo de lucro de Colombia, organizadas como corporaciones en la forma prevista en el Código Civil que cumplen funciones de seguridad social y se hallan sometidas al control y vigilancia del Estado en la forma establecida por la ley, cuya principal función es la administración del Subsidio Familiar. 

## Historia
Empezó en Francia en 1891 con Léon Harmel y en 1916, el empresario Emilio Romanet creó los subsidios familiares.
Por la ley 90 de 1946 se creó el Instituto de Seguros Sociales y entre sus facultades estaba organizar las Cajas de Compensación destinadas a atender a los subsidios familiares que algunos patronos decidieran asumir en beneficio de los asegurados. Sin embargo no fueron organizadas tales cajas.
Desde 1954 la Asociación Nacional de Industriales concertó con los ferrocarriles de Antioquia la creación de una prestación social denominada subsidio familiar, en ese año se creó la Caja de Compensación Familiar de Antioquia Comfama, la primera con personería jurídica, empezando con 45 empresas afiliadas.
En 1956 el presidente de facto, General Gustavo Rojas Pinilla, estableció un decreto para estimular la implantación del subsidio familiar voluntaria eximiendo de impuestos al cheque del pago del subsidio, sin embargo falló en su intento al carecer de un esquema normativo.
Luego de la renuncia del Gral. Rojas en 1957, se instauró la Junta Militar que gobernó a Colombia durante un poco más de un año (mayo 1957 - agosto 1958). El primer decreto promulgado al mes de posesionarse el nuevo gobierno fue el decreto 118 (21 de junio de 1957), que representó una política de bienestar social, que respondía al descontento popular, consideraba que por el orden turbado, por el aumento de los costos vida, por la doctrina social-católica que recomendaba el subsidio familiar, y tenía en cuenta que era deber del gobierno propugnar por la enseñanza técnica.
Así, mediante el decreto se estableció el aumentos de salarios, el subsidio familiar y se creó el Servicio Nacional de Aprendizaje, el cual debía financiarse con la quinta parte (1%) del aporte patronal al subsidio familiar (5% sobre la nómina).
Y en contraprestación, a favor para las empresas establecía la congelación de las cesantías de los trabajadores particulares y de las empresas públicas descentralizadas.
El artículo 7 establecía el subsidio familiar desde el 1 de octubre, y el artículo 11 obligaba a los patronos a crear las cajas de compensación de afiliar a sus empleados en las ya existentes antes de esa fecha.
Otros artículos del decreto establecían el porcentaje que las empresas daban al subsidio, quiénes tenían derecho del subsidio, y la protección de éste ante embargos, impuestos y otros asuntos legales.
Desde 1963 el sistema es administrado por las Cajas de Compensación.
Con la ley 25 de 1981 se redefinieron las Cajas, se creó la Superintendencia de Subsidio Familiar y mediante la ley 21 de 1982 fue reformado el sistema del subsidio familiar.
Luego las cajas han recibido por ley funciones adicionales algunas de sus funciones adicionales fueron:
- En 1962 manejaban como obras de beneficio social.
- Desde 1965 el subsidio familiar al sector.
- Con la ley 49 de 1990 debieron construir un fondo para el subsidio de vivienda de interés social.
- con la ley 100 de 1993 empezaron a gestionar el régimen subsidiado de salud y el fondo para la niñez.
- en 2013 se les asignó la administración del subsidio del desempleo.

Y los beneficios se han extendido a trabajadores por días, independientes, pensionados, madres sustitutas.
Entre los otros servicios destacados de las CFF de hoy también están la construcción de vivienda, las cajas además atienden la educación desde el jardín infantil hasta universidad, atienden el sector turismo, en salud poseen EPS e IPS y farmacias.
Ofrecen créditos y tienen supermercados, no afiliados y afiliados, a los cuales les suelen realizar algunos pequeños descuentos dependiendo de su categoría.

## Funciones
En particular, son responsables de:
1. Recaudar, distribuir y pagar los aportes destinados al subsidio familiar
2. Organizar y administrar las obras y programas que se establezcan para el pago del subsidio familiar en especie o servicios, de acuerdo con lo prescrito en la ley
3. Ejecutar, con otras Cajas, o mediante vinculación con organismos y entidades públicas o privadas que desarrollen actividades de seguridad social, programas de servicios, dentro del orden de prioridades señalado por la ley.
4. Cumplir con las demás funciones especificadas por la ley.

El subsidio familiar es un beneficio que se presenta en la forma de un pago monetario, en especie o un servicio prestado y sus beneficiarios son los trabajadores afiliados a las Cajas de Compensación Familiar y sus familias.

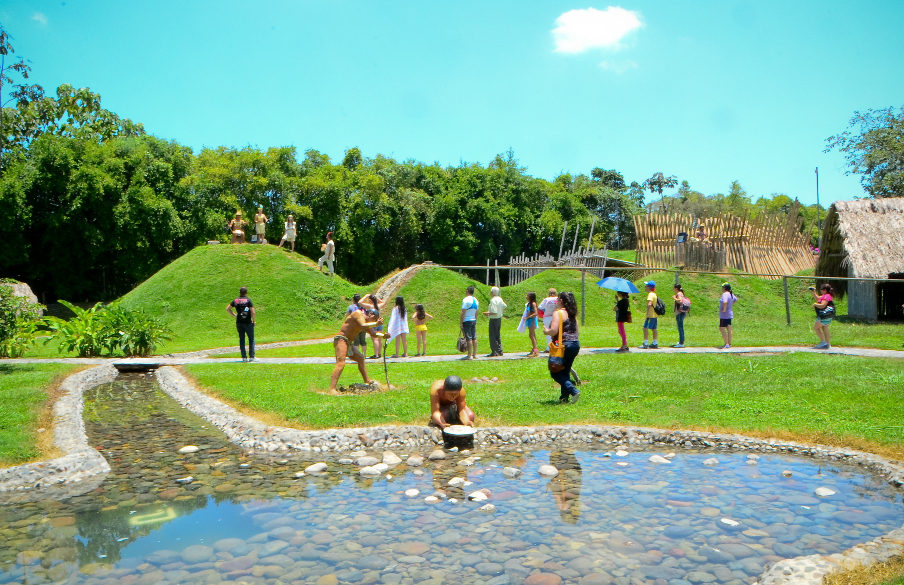
Centro cultural Comfamiliar Galicia en Pereira.

Entre los servicios que prestan las Cajas, se encuentran:
- Salud.
- Educación.
- Recreación.
- Cultura.
- Turismo.
- Deporte.
- Vivienda.
- Crédito.

## Financiación
Se financian al recibir el 4% de los aportes de seguridad social que pagan los empleadores sobre el salario de sus trabajadores, los empleadores deben afiliar a sus trabajadores permanentes o que realicen actividades para un patrono por más de cuatro horas diarias o más de 93 horas mensuales.
Un trabajador afiliado recibe también la afiliación de sus hijos menores de 18 años, hermanos huérfanos menores de 19, y padres mayores de 60 años o con 50% de su capacidad de trabajo disminuida, que no reciban renta, pensión o salario. 
En Colombia hay 43 Cajas, tienen jurisdicción departamental y una cobertura en servicios a más de 22 millones de colombianos, trabajadores y sus beneficiarios.
Como organizaciones sectoriales, las Cajas de Compensación están representadas por Asocajas y Fedecajas y están sujetas a inspección y vigilancia de la Superintendencia de Subsidio Familiar.

## Categorías
Para determinar el derecho y el tipo de subsidio que puede prestarse al trabajador, las Cajas deben establecer a qué Categoría pertenece este, con base en sus ingresos declarados. Las Cajas pueden facilitar el acceso a sus servicios a personas particulares, no afiliadas, a quien no podrán beneficiar con subsidios de ninguna clase.
Las categorías especificadas en el Subsidio Familiar, son:
- Categoría A. Hasta 2 mínimos legales mensuales vigentes.
- Categoría B. Entre 2 y 4 mínimos legales mensuales vigentes.
- Categoría C. Más 4 mínimos legales mensuales vigentes.
- Categoría D. Particulares: categoría de no afiliado a la caja.

En Colombia, casi el 90% de los afiliados ganan menos de 2 mínimos legales mensuales vigentes.

## Cajas existentes
En el país, existen 42 Cajas de Compensación Familiar, cuya función debe suscribirse a un límite geopolítico departamental
| Nombre                                                             | Sigla                           | Afiliados | Departamento                                           |
| ------------------------------------------------------------------ | ------------------------------- | --------- | ------------------------------------------------------ |
| Caja Colombiana de Subsidio Familiar                               | Colsubsidio                     | 1.546.351 | Bogotá y Cundinamarca                                  |
| Caja de Compensación Familiar Compensar                            | Compensar                       | 1.508.635 | Bogotá, Cundinamarca y la Provincia de Centro (Boyacá) |
| Caja de Compensación Familiar de Antioquia                         | Comfama                         | 1.422.239 | Antioquia                                              |
| Caja de Compensación Familiar                                      | Cafam                           | 838.745   | Bogotá y Cundinamarca                                  |
| Caja de Compensación Familiar del Valle del Cauca Comfamiliar Andi | Comfandi                        | 670.722   | Valle del Cauca                                        |
| Caja de Compensación Familiar Comfenalco Antioquia                 | Comfenalco Antioquia            | 445.294   | Antioquia                                              |
| Caja de Compensación Familiar Confenalco Valle Delagente           | Comfenalco Valle                | 318.405   | Valle del Cauca                                        |
| Caja de Compensación Familiar del Atlántico                        | Comfamiliar Atlántico           | 270.309   | Atlántico                                              |
| Caja de Compensación Familiar de Fenalco - Andi                    | Comfenalco Cartagena            | 268.896   | Bolívar                                                |
| Caja de Compensación Familiar de Fenalco Santander                 | Comfenalco Santander            | 248.105   | Santander                                              |
| Caja de Compensación Familiar Regional del Meta                    | Cofrem                          | 227.179   | Meta                                                   |
| Caja de Compensación Familiar de Risaralda                         | Comfamiliar Risaralda           | 214.902   | Risaralda                                              |
| Caja de Compensación Familiar de Boyacá                            | Comfaboy                        | 198.580   | Boyacá                                                 |
| Caja de Compensación Familiar de Caldas Comfamiliares              | Confa                           | 187.131   | Caldas                                                 |
| Caja Santandereana de Subsidio Familiar                            | Cajasan                         | 184.574   | Santander                                              |
| Caja de Compensación Familiar de Barranquilla                      | Combarranquilla                 | 179.516   | Atlántico                                              |
| Caja de Compensación Familiar de Fenalco Tolima                    | Comfenalco Tolima               | 174.586   | Tolima                                                 |
| Caja de Compensación Familiar del Norte de Santander               | Comfanorte                      | 166.280   | Norte de Santander                                     |
| Caja de Compensación Familiar del Huila                            | Comfamiliar Huila               | 152.868   | Huila                                                  |
| Caja de Compensación Familiar del Magdalena                        | Cajamag                         | 136.983   | Magdalena                                              |
| Caja de Compensación Familiar del Cesar                            | Comfacesar                      | 127.682   | Cesar                                                  |
| Caja de Compensación Familiar del Cauca                            | Comfacauca                      | 126.860   | Cauca                                                  |
| Caja de Compensación Familiar de Córdoba                           | Comfacor                        | 123.589   | Córdoba                                                |
| Caja de Compensación Familiar de Nariño                            | Comfamiliar Nariño              | 116.803   | Nariño                                                 |
| Caja de Compensación Familiar de Fenalco Quindio                   | Comfenalco Quindio              | 106.821   | Quindio                                                |
| Caja de Compensación Familiar del Casanare                         | Comfacasanare                   | 76.047    | Casanare                                               |
| Caja de Compensación Familiar del Oriente Colombiano               | Comfaoriente                    | 73.161    | Norte de Santander                                     |
| Caja de Compensacion Familiar de la Guajira                        | Comfaguajira                    | 67.513    | La Guajira                                             |
| Caja de Compensación Famililar Cajacopi Atlántico                  | Cajacopi                        | 62.952    | Atlántico                                              |
| Caja de Compensación Familiar del Tolima                           | Comfatolima                     | 52.374    | Tolima                                                 |
| Caja de Compensación Familiar de Sucre                             | Comfasucre                      | 58.750    | Sucre                                                  |
| Caja de Compensación Familiar de Cartagena y Bolívar               | Comfamiliar Cartagena y Bolívar | 53.506    | Bolívar                                                |
| Caja de Compensación Familiar de Cundinamarca                      | Comfacundi                      | 44.294    | Cundinamarca                                           |
| Caja de Compensación Familiar del Caquetá                          | Comfaca                         | 33.657    | Caquetá                                                |
| Caja de Compensación Familiar del Putumayo                         | Comfamiliar Putumayo            | 28.682    | Putumayo                                               |
| Caja de Compensación Familiar de Arauca                            | Comfiar                         | 25.938    | Arauca                                                 |
| Caja de Compensación Familiar del Choco                            | Comfachocó                      | 24.102    | Chocó                                                  |
| Caja de Compensación Familiar de Barrancabermeja                   | Cafaba                          | 23.927    | Santander                                              |
| Caja de Compensación Familiar Campesina                            | Comcaja                         | 17.355    | Vichada, Guaviare, Guainía y Vaupés                    |
| Caja de Compensación Familiar de San Andrés y Providencia Islas    | Cajasai                         | 15.271    | San Andrés y Providencia                               |
| Caja de Compensación Familiar del Amazonas                         | Cafamaz                         | 6.614     | Amazonas                                               |
| Caja de Compensación Familiar del Sur del Tolima                   | Cafasur                         | 5.015     | Tolima                                                 |
| Caja de Compensación Familiar Camacol                              | Comfamiliar Camacol             |           | Antioquia                                              |